# .er
.er為厄立特里亚國家及地區頂級域（ccTLD）的域名。

## 二级域名
存在一些二级域名，但是没有关于这些域名的确切目的和限制的信息。
- com.er
- edu.er
- gov.er
- mil.er，从2004年八月到现在都没有被使用。
- net.er
- org.er
- ind.er，从2004年八月到现在都没有被使用。

## 外部連結
- IANA .er whois information（页面存档备份，存于）